# James Jones (scrittore)
James Ramon Jones (Robinson, 6 novembre 1921 – Southampton, 9 maggio 1977) è stato uno scrittore statunitense.

## Biografia
James Jones si rese celebre per i suoi romanzi ambientati durante la seconda guerra mondiale, a cui aveva preso parte combattendo nell'oceano Pacifico, partecipando anche alla battaglia di Guadalcanal dove venne ferito e decorato sul campo. Nel secondo dopoguerra Jones si trasferì a Parigi. Il suo libro più importante è Da qui all'eternità in cui l'autore raccontò la sua esperienza prima dell'attacco di Pearl Harbor da parte del Giappone. L'opera venne scritta con uno stile naturalistico ed evidenziò il mito della forza bruta, della virilità e del ribelle-vittima sociale. Dal romanzo fu tratto nel 1953 l'omonimo film, vincitore di otto premi Oscar. L'altro suo romanzo più conosciuto, è  "La sottile linea rossa", che ha ricevuto ben due omonime versioni cinematografiche, nel 1964 e nel 1998. 

## Opere

### Romanzi
- Da qui all'eternità (From Here to Eternity) (1951)
- Qualcuno verrà (Some Came Running) (1957)
- La pistola (The Pistol) (1959)
- La sottile linea rossa (The Thin Red Line) (1962)
- Go to the Widow-Maker (1967)
- The Merry Month of May (1971)
- Una lunga vacanza breve (A Touch of Danger) (1973)
- Whistle (1978)

### Saggistica
- Viet Journal (1974)
- La guerra del soldato Joe (WW II) (1975)

### Racconti
- The Ice-Cream Headache and Other Stories (1968)
- To the End of the War (2011)

## Trasposizioni cinematografiche
- Nel 1953 dalla sua prima opera Da qui all'eternità (From Here to Eternity) il regista Fred Zinnemann trasse il film omonimo Da qui all'eternità che ottenne 13 nomination al premio Oscar aggiudicandosene 8
- Nel 1958 da Qualcuno verrà (Some Came Running) il regista Vincente Minnelli trasse la pellicola Qualcuno verrà che ottenne 5 nomination all'Oscar
- Nel 1998 da La sottile linea rossa (The Thin Red Line) il regista Terrence Malick trasse l'omonimo film La sottile linea rossa che ottenne 7 nomination all'Oscar e la vittoria dell'Orso d'Oro al Festival di Berlino nel 1999. Dallo stesso soggetto era stato realizzato da Andrew Marton il film del 1964.

## Riconoscimenti
Nel 1952 Jones venne premiato con il National Book Award per il romanzo Da qui all'eternità.

## Curiosità
- Il titolo La sottile linea rossa deriva da un verso di Rudyard Kipling dal suo poema Tommy.

- La figlia Kaylie Jones, anche lei scrittrice, pubblicò nel 1990 La figlia di un soldato non piange mai. Il libro racconta della sua famiglia negli anni sessanta a Parigi. Dal libro il regista James Ivory ne trasse nel 1998 l'omonimo film.